# Сестрч (потік)
Сестрч (словац. Sestrč) — річка в Словаччині, права притока Вагу, протікає в окрузі Ліптовський Мікулаш.
Довжина приблизно 11.5-12.5 км. Витік знаходиться в масиві Підтатранський жолоб — частина Зуберський жолоб (схил гори Грунь) на висоті близько 900 метрів. Впадає Аннін потік. Протікає територією села Буковіна.
Впадає у Ваг (водосховище Ліптовська Мара) на висоті приблизно 565 метрів.